# Crad Kilodney
Crad Kilodney   (Jamaica, 1948 - Toronto, 14 d'abril de 2014) era el pseudònim de Lou Trifon, un escriptor canadenc nascut als Estats Units que va viure a Toronto (Ontario), conegut per vendre llibres autopublicats com Bloodsucking Monkeys from North Tonawanda, Suburban Chicken-strangling Stories i Putrid Scum pels carrers de la ciutat.
Nascut a Jamaica (Nova York), en una família grega, Kilodney va obtenir un grau en astronomia a la Universitat de Michigan, però en comptes de treballar en aquest camp va agafar una feina a Exposition Press, una editorial d'autoedició "vanity" ubicada a Hicksville, Nova York. Moltes de les seves experiències en aquella feina, i amb l'edició "vanity" en general, van conformar el seu punt de vista sobre la ficció i van proporcionar-li material per als seus relats. Exemples d'això són les històries "Three Dead Men" i "A Moment of Silence for Man Ray" (ambdues en el llibre Girl on the Subway).
Fastiguejat pel Watergate i per la cultura dels EUA en general, Kilodney es va traslladar al Canadà, on va treballar en altres editorials, majoritàriament en els magatzems. Mentre es dedicava a això, va pensar que seria millor arribar a la gent publicant els seus propis llibres (a la seva pròpia Charnel House) i vendre'ls cara a cara al carrer. Això va fer de 1978 fins a1995, i va publicar 32 llibres d'aquesta manera. Kilodney es podia trobar, i de fet era unfixe, a Yonge Carrer, a la Universitat De Toronto campus cèntric i davant de l'edifici de Borsa de Toronto amb un signe de cartó penjant seu coll, aguantant el llibre que estava venent en aquell moment.
L'any 1991 Kilodney va ser acusat de vendre béns comercials sense una llicència, fent-lo així l'únic escriptor canadenc mai multat per vendre la seva pròpia obra. A vegades duia una gravadora a sobre i enregistrava diàlegs de carrer entre ell i els seus clients o bé personatges amb els que interactuava; les cintes ("On The Street With Crad Kilodney" Vols 1, 2, i 3) són recopilacions d'enregistraments. Són extremadament rars, elements de col·leccionista (talment les impressions originals dels seus llibres).
El vol. 3 (un casset de 90 minuts) és de 1991. "Dub 154", d'aquesta cinta, un exemple representatiu, inclou una fotocòpia d'un document escrit a màquina amb detalls del procés d'enregistrament, tècnica de transferència i l'equipament emprat. Kilodney va escriure amb bolígraf a la coberta de casset. La cara A conté 11 enregistraments i la B 16; quatre dels enregistraments són missatges de contestador automàtic, i la resta són alguns dels famosos encontres amb persones que es pregunten per què duu un cartell penjant del coll. "Excrement" i "Putrid Biofilm", així com moltes de les seves històries (com "Henry", que va presentar dins Noia en el Metro) s'inspiren també en aquestes vivències de carrer.
Kilodney va esmentar que mentre la majoria d'escriptors s'inspiren en la gran literatura convencional, ell ho feia exactament en el contrari: la pila de manuscrits i cartes que reben les editorials i les publicacions d'editorials "de vanitat". Tanmateix, a ell no li interessava ser vist com un excèntric, sinó que senzillament volia trobar una feina respectable i legítima com a escriptor, i ser pres seriosament per això.
L'any 1988, com a broma, Kilodney va enviar un nombre de relats d'escriptors famosos al concurs literari de la CBC Ràdio, molts amb pseudònims absurds. Totes les històries van ser rebutjades pel jurat.
Kilodney va escriure per a moltes publicacions, Canadenques i d'altres països, com Only Paper Today, 'What' (una revista literària), i Rustler (per al que va a arribar a escriure una columna mensual en un moment determinat). Segons informació en la seva pàgina web oficiosa, també va escriure l'únic relat breu no sol·licitat que va ser acceptat al Nacional Lampoon.
Es va retirar d'escriure llibres l'any 1995. Una pàgina web, mantinguda per Syd Allan, va presentar material nou ocasional fins al 2004. Des de l'abril de 2008 fins uns mesos abans de la seva mort, els articles satírics nous es publicaven en el seu blog.
Dins 1997, un grup Hardcore de Toronto (seguidors de llarga durada del moviment independent DIY), "Armed & Hammered", van publicar una cançó en el seu CD "It's About Fucking TIme" titulada "Crad Kilodney Was Innocent". Anteriorment ja l'havien publicat en un vinil single de 7" a principis dels 90.
Kilodney va morir de càncer el 14 d'abril de 2014 a l'edat de 66 anys. El dia després la seva mort, i a petició seva, el seu amic Lorette C. Luzajic va llançar la Fundació Literària Crad Kilodney, una pàgina web dedicada a conservar i promoure les seves obres.

## Selecció d'obres
- Prose Political - 1977 (as Louis Trifon, with Mick Rawsterne and George Cairncross)
- Lightning Struck My Dick - 1980
- "Gainfully Employed in Limbo" - ?
- Human Secrets - 1981
- Pork College - 1984
- I Chewed Mrs. Ewing's Raw Guts - 1988
- Nice Stories for Canadians - 1988
- Malignant Humors - 1988
- Excrement - 1988
- Blood Sucking Monkeys from North Tonawanda - 1989
- Junior Brain Tumours in Action - 1990
- Girl on the Subway - 1990
- On The Street With Crad Kilodney Vol. 3 - 1991
- Putrid Scum - 1991
- Suburban Chicken Strangling Stories - 1992